# 王珐
王珐（1993年1月17日—），是一名中国足球运动员，现效力中国足球甲级联赛球队廈門鷺島，司职中场。

## 俱乐部生涯
王珐出自长春亚泰青训体系，2012年进入长春亚泰预备队名单。2013年2月，他转会加盟中国足球超级联赛球队辽宁宏运。 2013年11月3日，他在长春亚泰1比0击败辽宁宏运的比赛第75分钟替补张小宇出场，上演职业生涯首秀。